# Талаптанський сільський округ
Талапта́нський сільський округ (каз. Талаптан ауылдық округі, рос. Талаптанский сельский округ) — адміністративна одиниця у складі Шиєлійського району Кизилординської області Казахстану. Адміністративний центр та єдиний населений пункт — село Бала-бі.
Населення — 3651 особа (2021; 4071 у 2009, 3995 у 1999, 3795 у 1989).
Станом на 1989 рік існувала Талаптанська сільська рада (село Талаптан). 2018 року було ліквідовано селище Роз'їзд 19.

## Склад
До складу округу входять такі населені пункти:
| Населений пункт              | Клоишні назви | Населення, осіб (1989) | Населення, осіб (1999) | Населення, осіб (2009) | Населення, осіб (2021) |
| ---------------------------- | ------------- | ---------------------- | ---------------------- | ---------------------- | ---------------------- |
| Бала-бі, село                | Талаптан      | 3795                   | 3963                   | 4071                   | 3651                   |
| Роз'їзд 19, станційне селище | -             | -                      | 32                     | 0                      | -                      |